# Миллер, Мертон
Мертон Говард Ми́ллер (англ. Merton H. Miller; 16 мая 1923, Бостон — 3 июня 2000, Чикаго) — американский экономист, лауреат Нобелевской премии 1990 года «за работы по теории финансовой экономики».

## Биография
Родился в Бостоне, штат Массачусетс, в семье Джоэля и Сильвии Миллер. Отец был прокурором, мать домохозяйкой.
В 1943 году получил степень бакалавра в Гарварде. Во время Второй мировой войны работал экономистом в отделе исследования сбора налогов в управлении Казначейства. Получил степень доктора философии по экономике в университете Джонса Хопкинса в 1952 году. После получения докторской степени стал ассистентом лектора в Лондонской школе экономики.
Преподавал в Лондонской школе экономики (1952—1953), университете Карнеги-Меллона (1953—1961), Школе бизнеса Чикагского университета (1961—2000).

### Научный вклад и достижения
В 1958 году в Институте технологий имени Карнеги (сейчас Университет Карнеги-Меллона), он в сотрудничестве с его коллегой Франко Модильяни написал статью «Стоимость капитала, корпоративные финансы и теория инвестирования» (англ. The Cost of Capital, Corporate Finance and the Theory of Investment). Эта статья подвергала фундаментальной критике традиционный взгляд на корпоративные финансы, согласно которому корпорация может снизить цену капитала найдя правильное соотношение долгов к капиталу компании. Согласно теореме Миллера-Модильяни, с одной стороны, не существует верного соотношения, так что менеджеры корпораций должны попытаться минимизировать налоговые обязательства и максимизировать сальдо, препятствуя снижению долгового коэффициентов ниже, чем они были.
Мертон Миллер написал или был соавтором восьми книг. В 1975 году стал членом Эконометрического общества и стал президентом Американской финансовой ассоциации в 1976 году.
В качестве публичного директора он работал в Чикагской торговой палате в течение 1983—1985 годов и на Чикагской товарной бирже с 1990 года и до смерти 3 июня 2000 года.
Мертон Говард Миллер — лауреат Нобелевской премии 1990 года «за работы по теории финансовой экономики».

### Личная жизнь
Мертон Миллер был женат на Элионоре Миллер, которая умерла в 1969 году. После его смерти осталась вторая жена, Катерина Миллер, и трое детей от первого брака и двое внуков.